# Ли, Феликс
Ли Ёнбок (кор. 이용복, 李龍馥; имя при рождении — Фе́ликс Ли (англ. Felix Lee); род. 15 сентября 2000, Сидней, Австралия), более известный как Фе́ликс (кор. 필릭스), — южнокорейский и австралийский рэпер, певец и танцор. Ведущий танцор и рэпер бой-бэнда Stray Kids.
Вне своей групповой деятельности Феликс выступал в качестве ведущего телевизионной программы «Pops in Seoul» с 2019 по 2020 год и также является глобальным представителем бренда Louis Vuitton с 2023 года и добровольным послом ЮНИСЕФ в Корее.

## Ранняя жизнь и образование
Феликс Ли родился 15 сентября 2000 года в пригороде Севен Хиллс, Сидней, Австралия. Имеет корейское происхождение. Является вторым ребёнком в семье и имеет старшую и младшую сестёр — Рэйчел и Оливию.
Посещал государственную школу Метелла-Роуд и Марист-Колледж Святого Патрика до прослушивания в лейбле JYP Entertainment. В феврале 2017 года Феликс переехал в Республику Корея.
Является обладателем чёрного пояса по тхэквондо, которым занимался двенадцать лет и получил 63 медали.

## Карьера

### 2017—настоящее время: Stray Kids
С 17 октября по 19 декабря 2017 года Феликс участвовал в реалити-шоу Stray Kids, посвящённое формированию одноимённого бой-бэнда. Был выбран в качестве участника будущей мужской группы лично Бан Чаном, лидером того же коллектива. В восьмом эпизоде Феликс был исключён в связи с его недостатками живых выступлений и плохим знанием корейского языка. Однако основатель JYP, Пак Чинён, предоставил выбившему участнику возможность снова выступить на шоу в финальном десятом эпизоде. Во время этого эпизода, по результату голосования зрителей и окончательному решению Пака, Феликсу вместе с ранее выбывшим Ли Ноу удалось стать участником и вошёл в финальный состав мужской группы Stray Kids.
8 января 2018 года состоялся пре-дебют группы с выпуском мини-альбома Mixtape, где вошли записанные участниками композиции во время реалити-шоу. Феликс официально дебютировал 25 марта, выступив вместе с группой в шоукейсе «Stray Kids Unveil (Op. 01: I Am Not)» на арене Чханчхун. Через день, 26 марта, Stray Kids выпустили дебютный мини-альбом I Am Not с заглавным синглом «District 9», исполняемым во время шоукейса.
С июля 2019 года по январь 2020 года был ведущим телевизионного шоу «Pops in Seoul» в Сеуле, где у него была собственная рубрика под названием «Felix’s Dance How To!», в котором он учил танцевальным движениям различных хореографий. В июне 2022 года Феликс принял участие в песне «No Issue» коллеги по лейблу Им Наён. Первая его сольная песня «Deep End» вышла вместе с групповым сборником SKZ-Replay в декабре 2022 года. В 2023 году во время группового тура «5-Star Dome Tour», Феликс впервые исполнил свою невыпущенную сольную песню «Rev It Up». В октябре того же года снялся в эпизодической роли в клипе дебютного корейскоязычного сингла «Heartris» японской гёрл-группы NiziU. В феврале 2024 года журнал Billboard поставил Феликса на седьмое место в списке «100 артистов жанра K-pop».
В сентябре 2024 года во время мирового тура «Dominate World Tour» Феликс исполнил свою невыпущенную сольную песню «Unfair». Позже песня была включена в выпущенный 13 декабря групповой микстейп Hop. «Unfair» занимал 20-ю позицию в Circle Download Chart в период с 8 по 14 декабря, что является высшей позицией в этом чарте среди сольных песен других участников с этого микстейпа, и 18-ю в Aotearoa Hot Singles Chart в период с 20 по 26 декабря. В ноябре Феликс исполнил песню японской певицы LiSA «Reawaker», являющейся саундтреком для опенинга второго сезона японского аниме-сериала Solo Leveling с подзаголовком Arise from the Shadow.

## Другая деятельность

### Мода и рекламные сделки

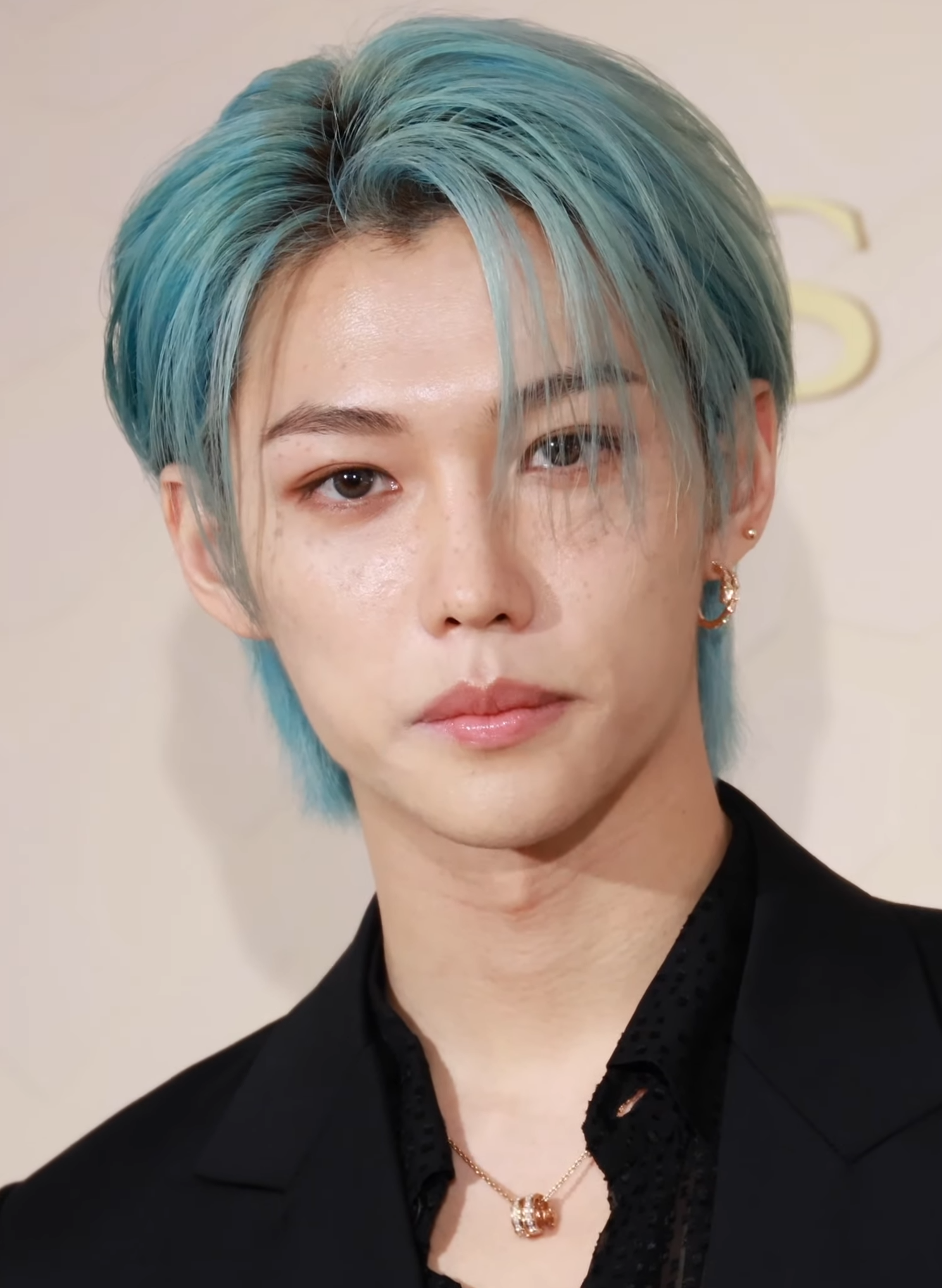
Феликс на фотосессии Bulgari, 28 июня 2023

Феликс провёл фотосессии для нескольких модных компаний, в том числе Louis Vuitton. Наряду с одногруппниками Ли Ноу и Хёнджином появился в рекламной кампании кроссовок «Earth Beat» от Etro в 2021 году. 22 августа 2023 года Феликс стал представителем дома бренда Louis Vuitton. В ноябре того же года он был назван одним из мужчин года по версии GQ Korea и появился на обложке декабрьского номера журнала. 5 марта 2024 года певец появился на подиуме на Квадратном дворе Лувра для показа женской коллекции «Осень—Зима 2024» от Louis Vuitton во время своей первой Недели моды в Париже. В мае Феликс посетил круизное шоу Louis Vuitton 2025 в Барселоне. В сентябре вместе с одногруппником Ли Ноу появились в качестве гостей на показе «Весна—Лето 2025» от Tommy Hilfiger во время Недели моды в Нью-Йорке. 10 марта 2025 года Феликс вновь появился на подиуме на показе женской коллекции Louis Vuitton «Осень—Зима 2025» во время своей второй Недели моды в Париже по приглашению креативного директора бренда Николя Жескьера. 13 мая 2025 года участвовал в рекламном продвижении смартфона Galaxy S25 Edge от Samsung Electronics. В июне 2025 года Феликс стал первым глобальным амбассадором бренда Gong Cha. 6 августа 2025 люксовый бренд косметики Hera объявил Феликса своим глобальным амбассадором.

### Благотворительность
В 2020 году Феликс начал постоянные пожертвования и спонсорскую поддержку международного фонда по защите прав детей «Save the Children». Благодаря своим вкладам он был назначен членом клуба почёта. 6 февраля 2023 года пожертвовал 50 миллионов вон на оказание помощи пострадавшим землетрясения в Турции и Сирии. 4 января 2024 года стало известно, что Феликс пожертвовал 100 миллионов вон на помощь лаосским детям, страдающим от плохих санитарных условий и условий питания, став самым молодым членом Клуба почестей ЮНИСЕФ и первым членом в 2024 году. В честь своего 24-го дня рождения, он также пожертвовал 50 миллионов вон на проект ЮНИСЕФ по поддержке детей в Лаосе в области питания и санитарии воды и ещё пожертвовал 50 миллионов вон на проект World Vision по поддержке детей из малообеспеченных семей в Корее. В том же месяце, Феликс назначен послом доброй воли ЮНИСЕФ в Республике Корея. 23 декабря Корейский комитет ЮНИСЕФ объявил, что Феликс присоединится к кампании «Команда ЮНИСЕФ» вместе с фигуристкой Ким Ён А, актрисой Ким Хё Су и игроком Факером.

## Личная жизнь

### Состояние здоровья
В феврале 2022 года у Феликса была диагностирована межпозвоночная грыжа, что ограничило его участие в выступлениях.
15 февраля 2025 года Феликс получил защемление нерва в руке на месте старого перелома, который был в детстве, в результате ДТП с автобусом, что не позволило ему участвовать на последнем дне групповой фан-встречи «SKZ 5’Clock», которая состоялась 16 февраля.
24 мая 2025 года во время североамериканской части тура «Dominate World Tour» исполнял изменённую хореографию из-за обострившейся межпозвочной грыжи.

## Дискография

### Песни

#### Как ведущий исполнитель
| Название                                                                        | Год  | Высшие позиции в чартах | Высшие позиции в чартах | Высшие позиции в чартах | Высшие позиции в чартах | Высшие позиции в чартах | Высшие позиции в чартах | Альбом            |
| Название                                                                        | Год  | KOR DL                  | UK Sales                | NZ Hot                  | US Rap Dig.             | US World                | JPN DL                  | Альбом            |
| ------------------------------------------------------------------------------- | ---- | ----------------------- | ----------------------- | ----------------------- | ----------------------- | ----------------------- | ----------------------- | ----------------- |
| «Who?» (c Ли Ноу и Ханом)                                                       | 2018 | —                       | —                       | —                       | —                       | —                       | —                       | I Am Who          |
| «Wow» (c Ли Ноу и Хёнджином)                                                    | 2020 | —                       | —                       | —                       | —                       | 12                      | —                       | In Life           |
| «Surfin'» (c Ли Ноу и Чханбином)                                                | 2021 | 29                      | —                       | —                       | —                       | —                       | —                       | Noeasy            |
| «Muddy Water» (c Чханбином, Хёнджином и Ханом)                                  | 2022 | 26                      | —                       | —                       | —                       | —                       | —                       | Oddinary          |
| «Taste» (c Ли Ноу и Хёнджином)                                                  | 2022 | 32                      | —                       | 23                      | —                       | 9                       | —                       | Maxident          |
| «Deep End»                                                                      | 2022 | 178                     | —                       | —                       | —                       | —                       | —                       | SKZ-Replay        |
| «Because» (кор. 좋으니까) (c Чханбином)                                         | 2022 | —                       | —                       | —                       | —                       | —                       | —                       | SKZ-Replay        |
| «Up All Night» (кор. 오늘 밤 나는 불을 켜) (c Бан Чаном, Чханбином и Сынмином)  | 2022 | —                       | —                       | —                       | —                       | —                       | —                       | SKZ-Replay        |
| «Snain» (c Чханбином)                                                           | 2023 | —                       | —                       | —                       | —                       | —                       | —                       | Неальбомный сингл |
| «Unfair»                                                                        | 2024 | 20                      | —                       | 18                      | —                       | —                       | —                       | Hop               |
| «Truman» (с Ханом)                                                              | 2025 | 140                     | 29                      | 22                      | 7                       | —                       | 86                      | Mixtape: Dominate |
| «—» означает, что песня не попала в чарт или не была выпущена в данном регионе. |      |                         |                         |                         |                         |                         |                         |                   |

#### Как приглашённый исполнитель
| Название                                                                        | Год  | Высшие позиции в чартах | Высшие позиции в чартах | Высшие позиции в чартах | Высшие позиции в чартах | Высшие позиции в чартах | Высшие позиции в чартах | Высшие позиции в чартах | Высшие позиции в чартах | Альбом            |
| Название                                                                        | Год  | KOR DL                  | HUN                     | WW Excl. JPN            | NZ Hot                  | SGP Reg.                | US World                | JPN Hot                 | JPN Cmb.                | Альбом            |
| ------------------------------------------------------------------------------- | ---- | ----------------------- | ----------------------- | ----------------------- | ----------------------- | ----------------------- | ----------------------- | ----------------------- | ----------------------- | ----------------- |
| «No Problem» (от Им Наён)                                                       | 2022 | 31                      | 30                      | —                       | —                       | 25                      | 10                      | —                       | —                       | Im Nayeon         |
| «Reawaker» (от LiSA)                                                            | 2025 | —                       | —                       | 1                       | 38                      | —                       | 1                       | 62                      | 29                      | Неальбомный сингл |
| «—» означает, что песня не попала в чарт или не была выпущена в данном регионе. |      |                         |                         |                         |                         |                         |                         |                         |                         |                   |

### Авторство
Всё авторство было приведено из данных Корейской ассоциации авторских прав на музыку, если не указан иной источник.
| Год              | Название                                         | Исполнитель                    | Альбом            | Текст | Текст                                                        | Музыка | Музыка                                                       |
| Год              | Название                                         | Исполнитель                    | Альбом            | Лично | Соавторы                                                     | Лично  | Соавторы                                                     |
| ---------------- | ------------------------------------------------ | ------------------------------ | ----------------- | ----- | ------------------------------------------------------------ | ------ | ------------------------------------------------------------ |
| 2018             | «Glow»                                           | Stray Kids                     | Mixtape           | Yes   | Чханбин, Ли Ноу                                              | No     | н/д                                                          |
| 2018             | «Mixtape #1»                                     | Stray Kids                     | I Am Not          | Yes   | Бан Чан, Чханбин, Хан, Хёнджин, Сынмин, Уджин, Ай Эн, Ли Ноу | No     | н/д                                                          |
| 2018             | «Who»                                            | Stray Kids                     | I Am Who          | Yes   | Хан, Уджин                                                   | Yes    | Хан, Уджин                                                   |
| 2018             | «Mixtape #2»                                     | Stray Kids                     | I Am Who          | Yes   | Бан Чан, Чханбин, Хан, Хёнджин, Ли Ноу, Сынмин, Уджин, Ай Эн | Yes    | Бан Чан, Чханбин, Хан, Хёнджин, Ли Ноу, Сынмин, Уджин, Ай Эн |
| 2018             | «Mixtape #3»                                     | Stray Kids                     | I Am You          | Yes   | Бан Чан, Чханбин, Хан, Хёнджин, Ли Ноу, Сынмин, Уджин, Ай Эн | Yes    | Бан Чан, Чханбин, Хан, Хёнджин, Ли Ноу, Сынмин, Уджин, Ай Эн |
| 2019             | «Mixtape #4»                                     | Stray Kids                     | Clé 1: Miroh      | Yes   | Бан Чан, Чханбин, Хан, Хёнджин, Ли Ноу, Сынмин, Уджин, Ай Эн | Yes    | Бан Чан, Чханбин, Хан, Хёнджин, Ли Ноу, Сынмин, Уджин, Ай Эн |
| 2019             | «Mixtape #5»                                     | Stray Kids                     | Clé: Levanter     | Yes   | Бан Чан, Чханбин, Хан, Ли Ноу, Хёнджин, Сынмин, Ай Эн        | Yes    | Бан Чан, Чханбин, Хан, Ли Ноу, Хёнджин, Сынмин, Ай Эн        |
| 2019             | «Wow»                                            | Ли Ноу, Хёнджин и Феликс       | In Life           | Yes   | Касс, Хёнджин, Ли Ноу                                        | No     | н/д                                                          |
| 2021             | «Because» (кор. 좋으니까)                        | Чханбин и Феликс               | SKZ-Replay        | Yes   | Чханбин                                                      | No     | н/д                                                          |
| 2021             | «Surfin»                                         | Ли Ноу, Чханбин и Феликс       | Noeasy            | Yes   | Чханбин, Ли Ноу                                              | Yes    | Версачхой, Чханбин, Ли Ноу                                   |
| 2021             | «Placebo»                                        | Stray Kids                     | SKZ2021           | Yes   | Бан Чан, Чханбин, Хан, Ли Ноу, Хёнджин, Сынмин, Ай Эн        | Yes    | Бан Чан, Чханбин, Хан, Ли Ноу, Хёнджин, Сынмин, Ай Эн        |
| 2021             | «Behind The Light» (кор. 그림자도빛이있어야존재) | Stray Kids                     | SKZ2021           | Yes   | Бан Чан, Чханбин, Хан, Ли Ноу, Хёнджин, Сынмин, Ай Эн        | Yes    | Бан Чан, Чханбин, Хан, Ли Ноу, Хёнджин, Сынмин, Ай Эн        |
| 2021             | «For You»                                        | Stray Kids                     | SKZ2021           | Yes   | Бан Чан, Чханбин, Хан, Ли Ноу, Хёнджин, Сынмин, Ай Эн        | Yes    | Бан Чан, Чханбин, Хан, Ли Ноу, Хёнджин, Сынмин, Ай Эн        |
| 2021             | «Hoodie Season»                                  | Stray Kids                     | SKZ2021           | Yes   | Бан Чан, Чханбин, Хан, Ли Ноу, Хёнджин, Сынмин, Ай Эн        | Yes    | Бан Чан, Чханбин, Хан, Ли Ноу, Хёнджин, Сынмин, Ай Эн        |
| 2021             | «Broken Compass» (кор. 고장난나침반)             | Stray Kids                     | SKZ2021           | Yes   | Бан Чан, Чханбин, Хан, Ли Ноу, Хёнджин, Сынмин, Ай Эн        | Yes    | Бан Чан, Чханбин, Хан, Ли Ноу, Хёнджин, Сынмин, Ай Эн        |
| 2021             | «#Lovestay»                                      | Stray Kids                     | SKZ-Replay        | Yes   | Хёнджин, Ай Эн                                               | No     | н/д                                                          |
| 2022             | «Muddy Water»                                    | Чханбин, Хёнджин, Хан и Феликс | Oddinary          | Yes   | Чханбин, Феликс, Хан, Хёнджин, Миллионбой                    | Yes    | Миллионбой, Бан Чан                                          |
| 2022             | «Taste»                                          | Ли Ноу, Хёнджин и Феликс       | Maxident          | Yes   | Хёнджин, Ли Ноу                                              | Yes    | Бан Чан, Версачхой                                           |
| 2022             | «Deep End»                                       | Феликс                         | SKZ-Replay        | Yes   | н/д                                                          | Yes    | Сим Ынджи                                                    |
| 2023             | «FNF»                                            | Stray Kids                     | 5-Star            | Yes   | Бан Чан, Триппи                                              | Yes    | Бан Чан, Триппи                                              |
| 2023             | «Super Bowl»                                     | Stray Kids                     | 5-Star            | Yes   | Бан Чан, Чханбин, Хан                                        | No     | н/д                                                          |
| 2023             | «Rev It Up»                                      | Феликс                         | Не выпущен        | Yes   | н/д                                                          | Yes    | Версачхой, Бан Чан                                           |
| 2024             | «Runners»                                        | Stray Kids                     | Ate               | Yes   | Бан Чан                                                      | Yes    | Версачхой, Бан Чан                                           |
| 2024             | «Unfair»                                         | Феликс                         | Hop               | Yes   | н/д                                                          | Yes    | Версачхой                                                    |
| 2025             | «Truman»                                         | Хан и Феликс                   | Mixtape: Dominate | Yes   | Хан                                                          | Yes    | Хеликсс, Peach.L, Хан                                        |
| Всего — 25 песен |                                                  |                                |                   |       |                                                              |        |                                                              |

## Видеография

### Музыкальные видеоклипы
| Название   | Год  | Исполнтель     | Альбом            | Ссылка |
| ---------- | ---- | -------------- | ----------------- | ------ |
| «Heartris» | 2023 | NiziU и Феликс | Press Play        | [ 23 ] |
| «Unfair»   | 2024 | Он сам         | Hop               | [ 65 ] |
| «Reawaker» | 2025 | LiSA и Феликс  | Неальбомный сингл | [ 66 ] |

## Фильмография

### Телевизионные программы
| Год  | Название      | Трансляция | Примечание | Источник |
| ---- | ------------- | ---------- | ---------- | -------- |
| 2017 | Stray Kids    | Mnet       | Участник   | [ 67 ]   |
| 2018 | Pops in Seoul | Arirang TV | Ведущий    | [ 18 ]   |

### Веб-шоу
| Год  | Название         | Роль    | Источник |
| ---- | ---------------- | ------- | -------- |
| 2025 | Fridge Interview | Ведущий | [ 68 ]   |

### Комментарии
1. ↑  В некоторых источниках также встречается другие варианты имени: Феликс Ёнбок Ли[3], Ли Феликс[4].
2. 1 2 3 4  Позднее в 2019 году песня включена в мини-альбом Clé 2: Yellow Wood.
3. 1 2 3  В 2021 году песня была перезаписана и перевыпущена в составе сборника SKZ2021, где авторство Уджина было удалено.
4. ↑  Песня «Mixtape #5» является физической бонусной песней альбома Clé: Levanter.
5. ↑  Песня была исполнена во время купольного тура «5-Star Dome Tour».